# Aphthona lacertosa
Aphthona lacertosa är en skalbaggsart som beskrevs av Wilhelm Gottlob Rosenhauer 1847. Aphthona lacertosa ingår i släktet Aphthona och familjen bladbaggar. Inga underarter finns listade i Catalogue of Life.